# Arlet (manzana)
Arlet es el nombre de la variedad cultivar de manzano (Malus domestica).
Desarrollada por Bernhard Krapf en 1958 en la "Estación Federal Suiza de Investigación Agícola", Wadenswil. La primera fruta de la variedad experimental se cosechó en 1968 y se lanzó a los huertos europeos durante la década de 1970. Las frutas son dulces, crujientes y jugosas con un sabor ligeramente perfumado.

## Sinónimo
- "Swiss Gourmet".

## Historia
'Arlet' es una variedad de manzana, desarrollada por Bernhard Krapf en 1958 al cruzar como Parental-Madre a 'Golden Delicious' x polen de 'Idared' como Parental-Padre, en la "Estación Federal Suiza de Investigación Agícola, Wadenswil, Suiza. La primera fruta de la variedad experimental se cosechó en 1968 y se lanzó a los huertos europeos durante la década de 1970. Entre 1984 y 1986, también se envió una gran cantidad de esquejes a Washington y Oregón (EE. UU.) para su posterior propagación y distribución en América del Norte.
'Arlet' se cultiva en la National Fruit Collection con el número de accesión: 1994-040 y Nombre de accesión: Arlet.

## Características
'Arlet' tiene un tiempo de floración que comienza a partir del 18 de abril con el 10% de floración, para el 20 de abril tiene una floración completa (80%), y para el 1 de mayo tiene un 90% caída de pétalos.
'Arlet' tiene una talla de fruto de mediano a grande; forma redondo que tiende a cónico redondo; con nervaduras medio débil, corona débil; epidermis con color de fondo verde, con sobre color rojo carmín, con una cantidad de sobre color alto, con patrón de sobre color rayado / moteado, presentando color rojo lavado en más de tres cuartas partes con un rojo intenso, sobre el que hay rayas más oscuras, a veces marcado con ruginoso, ruginoso-"russeting" (pardeamiento áspero superficial que presentan algunas variedades) muy bajo; cáliz pequeño y parcialmente abierto, asentado en una cuenca profunda y estrecha con nervaduras; pedúnculo es de largo a muy largo y delgado en su grosor, colocado en una cavidad cubierta de ruginoso-"russeting" moderadamente ancha y profunda; pulpa de color blanco cremoso, de textura fina y firme, muy jugosa, dulce y algo agria, con un excelente sabor a piña con notas de melón y azúcar de caña.
Su tiempo de recogida de cosecha se inicia a finales de septiembre. Se mantiene en frío hasta cuatro meses una vez recogida. Desarrolla una sensación grasosa en almacenamiento.

## Usos
Principalmente es una manzana de uso en mesa, y también culinaria utilizada para hornear y para compota de manzana.
Se utiliza en la elaboración de sidra. Presenta un ºBrix: 12,5.

## Ploidismo
Diploide, auto estéril; grupo de polinización B ; día de polinización 5.